# Heliconius erato cruentus
Heliconius erato cruentus es una especie de mariposa perteneciente a la familia Nymphalidae.

## Descripción
Posee antenas de color negro, al igual que la cabeza, el tórax y el abdomen. Tiene pelaje amarillo al costado de los ojos, junto a la base de las antenas, la cual posee un par de puntos del mismo color. Los palpos contienen pelos amarillos ventralmente y pelos negros en el dorso. El tórax tiene varios puntos amarillos en el dorso. El abdomen es de color negro con una línea amarilla por los costados.
La longitud de las alas en los machos tiene un promedio de 34-37 mm, mientras que en las hembras es de 35-38 mm. En las alas anteriores, el margen costal es levemente convexo, tiene ápice muy redondo, el margen externo es redondo, y el margen interno o anal es curvo. En su vista dorsal, las alas anteriores son de color café oscuro, presentan una franja ancha (ligeramente más ancha que en Heliconius erato petiverana) de color anaranjado-rojizo, esta comienza desde el margen costal entre la región postdiscal y atraviesa diagonalmente hasta la región submarginal cubriendo dos terceras partes de la celda Cu1-Cu2.
Esta mancha anaranjada-rojiza a veces se prolonga hasta la celda Cu2-2.ª, hasta la región submarginal. En las alas posteriores, el margen costal es convexo, el ápice redondo, el margen externo redondo al igual que en el interno. El color de fondo de las alas es café oscuro, y presenta una franja amarilla, desde el margen anal atravesando la región media, y termina en la celda Rs-R1. También presenta dos pequeños puntos rojos, uno en la base de la celda distal y otra en la base de la celda Cu2-2ª. Ventralmente, las alas anteriores son de color café en el fondo y la mancha ancha es de color casi blanco con bordes ligeramente anaranjados y en la celda costal, por la región basal, presenta una franja anaranjada.
La celda anal es clara. En las alas posteriores presenta cuatro puntos anaranjados, dispuestos en las siguientes celdas: Rs+R1-Rs, distal, anal, y 2A-3A. Diferencia esta subespecie según Lamas, 1998; la anchura de la banda en el ala anterior y la curvatura de la línea amarilla en las alas posteriores en su fas interior o vista ventral.

## Distribución
Oeste de México. En los estados de Michoacán, Jalisco y Nayarit. Por el pacífico mexicano.

## Hábitat
Se ha reportado en Puerto Vallarta y Platanitos, lo cual se puede encontrar en áreas cercanas a la playa donde la vegetación es la selva alta o mediana subperennifolia, como las que se encuentra en el declive occidental del Pacífico, colima, Jalisco en la cuenca del Balsas y Nayarit.

## Estado de conservación
No está enlistada en la NOM-059, ni tampoco evaluada por la UICN. 